# Agamospèrmia
L'agamospèrmia o apogàmia és un procés de formació de llavors sense procés sexual en les plantes i és, per tant, una forma d'apomixi (reproducció asexual). En els casos en què la pol·linització és necessària com a punt de partida, llavors es parla de pseudogàmia. Els organismes resultants són, sense fertilització, individus diploides genèticament idèntics a la planta mare (clons).
L'agamospèrmia és un fenomen molt comú en angiospermes i pteridòfits (falgueres) però fins ara no s'ha descrit en gimnospermes. Així, és coneguda com a mínim en 34 famílies i sembla que és obligatòria en la majoria de les plantes amb inflorescències de tipus composta (asteràcies) i facultativa en rosàcies (Alchemilla vulgaris, Rubus ulmifolius) i en gramínies (Poa). La majoria de les plantes agamospèrmiques són híbrids poliploides encara que la poliploïdia per si sola no promou l'agamospèrmia i la hibridació per si mateixa no necessita d'ella.
Es distingeix l’agamospèrmia esporofítica de l’agamospèrmia gametofítica, que a la vegada es divideix en apospòria i diplospòria.

## Agamospèrmia esporofítica
L'agamospèrmia esporofítica és opcional i pot fins i tot realitzar-se paral·lelament amb la formació de llavors sexuals. No es desenvolupa sac embrionari i l'embrió es desenvolupa a partir de cèl·lules de l'esporòfit diploide. En el gènere Citrus, per exemple, hi ha una poliembrionització i es poden trobar diversos embrions per llavor, alguns sexuals, altres asexuals. Aquest fenomen també es dona en espècies d’Opuntia (cactàcies) i Nigritella, una orquidàcia.

## Agamospèrmia gametofítica

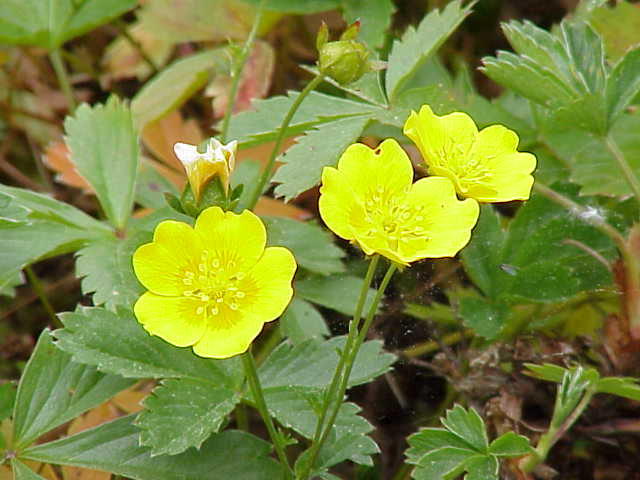
La Potentilla aurea es pot reproduir per llavor, sense que l'ovari sigui fertilitzat.

En ambdós casos es desenvolupa un gametòfit però la meiosi o no existeix o en el cas que es produeixi no té conseqüències observables.

### Apospòria
L’apospòria es produeix quan el sac embrionari es forma al nucli, però no en els teixits veritables formadors d'espores (arquespori), sinó en altres cèl·lules somàtiques com qualsevol de les múltiples que envolten la cèl·lula mare del sac embrionari. A través dels altres sacs embrionaris "normals", també pot haver una fecundació sexual paral·lela. Amb tot, la pol·linització és sovint una condició necessària (pseudogàmia) en un endosperma triploide (a partir d'un nucli diploide del sac embrionari, en lloc dels dos nuclis haploides normals).
En la poa de prat (Poa pratensis) són necessaris 5 gens per a produir llavors sense fertilització. Aquests també són responsables de la supressió de la meiosi. L’apospòria també és comuna en el gènere Potentilla i es troba disseminada en el subgènere Pilosella (dins del gènere Hieracium).

### Diplospòria
En la diplospòria, el sac embrionari sorgeix de manera habitual en l’arquespori de tal manera que la cèl·lula mare del sac embrionari o gametòfit femení es desenvolupa directament en un embrió. Tanmateix, no hi ha reducció per divisió, però el sac embrionari de cèl·lules mare creix de la mateixa manera, fins i tot en la següent generació. Atès que, per tant, la reproducció sexual ja no és possible, aquesta fórmula és obligatòria.
La diplospòria es troba principalment en les asteràcies, com per exemple en els gèneres Taraxacum, Hieracium i Antennaria.

## Avantatge evolutiu
Els híbrids sovint tenen dificultats amb la meiosi produint-se, en conseqüència, una pèrdua de fertilitat. L'avantatge selectiu de l'agamospèmia com a tipus d'apomixi en sentit estricte és, en aquests casos, que assegura l'existència d'híbrids al mateix temps que ofereix una sortida al problema de l'esterilitat. Plantes que siguin híbrids i agamospèrmiques són freqüents en ambients desestabilitzats. En contrast amb l'autogàmia que propaga la consanguinitat i l'homozigosi, l'agamospèrmia estabilitza el grup de tal manera que el genotip d'un determinat individu roman inalterable en la seva descendència. Les plantes conegudes com a plantes pioneres fan servir sistemes genètics que resulten d'un compromís entre una alta taxa de recombinació genètica i una estabilització de tipus adaptats. Com a estratègia evolutiva, l'agamospèrmia facultativa i la formació d'híbrids ha demostrat ser una combinació òptima.